# Ch’ŏngjin
Ch’ŏngjin (kor. 청진, Ch’ŏngjin-si) – miasto w Korei Północnej, stolica prowincji Hamgyŏng Północny. Od roku 1960 do 1967 oraz od 1977 do 1985, Ch’ŏngjin było administrowane niezależnie od prowincji Hamgyŏng Północny na prawach miasta administrowanego przez rząd (kor. Chikhalsi). Do 1960 roku, a także od 1967 do 1977 i po 1985 roku, miasto było częścią prowincji Hamgyŏng Północny.

## Historia

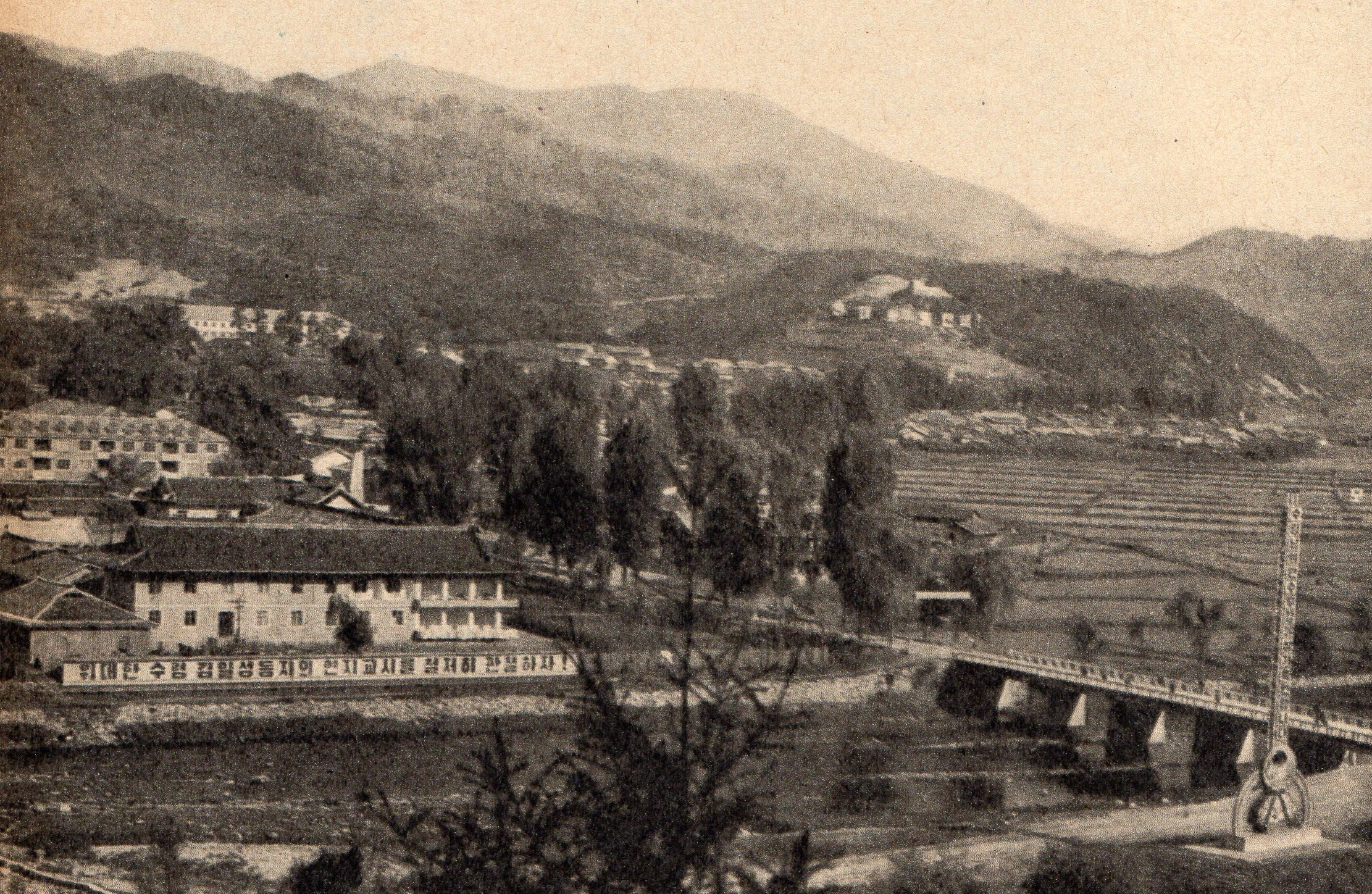
Miasto w latach 70. XX w.

Początkowo Ch’ŏngjin było małą wioską rybacką, położoną w północnowschodniej części Korei. Okoliczni mieszkańcy od wieków zajmowali się prymitywnym, kopieniackim rolnictwem. Często pokarmem była kaszka z żołędzi. W 1908 roku władza japońska, aby zapewnić sobie port przeładunkowy dla zrabowanych w Chinach i Korei dóbr oraz zabezpieczyć szlak wodny, otworzyła tu port handlowy. Według oficjalnej propagandy, po zakończeniu wojny koreańskiej, Kim Ir Sen wizytował miasto i powiat siedemdziesiąt razy, szukając jakoby optymalnych możliwości rozwoju tutejszego rolnictwa. Kluczowym momentem tych przemian była konferencja partyjnych dygnitarzy w 1962, która zakończyła się podjęciem decyzji w zakresie dalszego losu miejscowego przemysłu i rolnictwa, m.in. nakazano tu uprawę ryżu i sorga oraz hodowlę owiec, kaczek i gęsi. Ludność pozyskiwać miała dziko rosnące w lasach wiśnie, śliwy i jagody, jak również włóknistą odmianę lokalnych pokrzyw przerabianą w miejscowych zakładach włókienniczych. Działała też kopalnia grafitu i wytwórnia ołówków. W 2003, rząd północnokoreański utworzył tu port handlowy. Chińska Republika Ludowa i Federacja Rosyjska otworzyły tu swoje konsulaty, co jest sprawą unikalną w Korei Północnej. Ch’ŏngjin jest centrum administracyjnym prowincji Hamgyŏng Północny. Na początku marca 2008 roku odbyły się tu największe w historii Korei Północnej demonstracje. Szacuje się, że wzięło w nich udział ok. 10 tys. osób, głównie kobiety. Miało to związek z klęską głodu i obniżeniem racji żywnościowych w kraju.

## Geografia
Ch’ŏngjin położone jest w północno-wschodniej części Korei Północnej, w prowincji Hamgyŏng Północny, niedaleko Zatoki Wschodniokoreańskiej. Leży nad dopływem rzeki Amnok, w Górach Amnokańskich u podnóża jednego z najwyższych ich wierzchołków – Priebong (1470 m n.p.m.). Miasto znajduje się około 70 km od granicy z Chinami. Poza stolicą, Pjongjangiem, posiada największy w kraju rynek dla wszelkiego rodzaju dóbr.

## Podział administracyjny
Ch’ŏngjin podzielone jest na 7 dzielnic (kor. guyŏk).
- Ch’ŏng’am-guyŏk (청암구역; 青岩區域)
- P’ohang-guyŏk (포항구역; 浦港區域)
- Puyun-guyŏk (부윤구역; 富潤區域)
- Ra’nam-guyŏk (라남구역; 羅南區域)
- Sin’am-guyŏk (신암구역; 新岩區域)
- Songp’yŏng-guyŏk (송평구역; 松坪區域)
- Su’nam-guyŏk (수남구역; 水南區域)